# Persone silenziose
Persone silenziose è il quarto album in studio  del cantautore italiano Luca Carboni pubblicato il 24 novembre 1989.
Luca Carboni scrive tutte le canzoni, tranne la musica di Solo un disco che gira, composta da Nicola Lenzi e Bruno Mariani.
L'album viene pubblicato anche in Germania. In seguito all'album partirà la tournée Persone silenziose Tour 1990.

La copertina è realizzata con disegni di Carboni, e la canzone I ragazzi che si amano è ispirato dalla poesia omonima di Jacques Prévert.

## Tracce
| #   | Titolo                                                                             | Durata |
| --- | ---------------------------------------------------------------------------------- | ------ |
| 01. | Primavera • Musica & Testo: Luca Carboni                                           | 5:33   |
| 02. | Il punto • Musica & Testo: Luca Carboni                                            | 3:49   |
| 03. | ...te che non so chi sei • Musica & Testo: Luca Carboni                            | 4:31   |
| 04. | Solo un disco che gira • Musica: Nicola Lenzi, Bruno Mariani • Testo: Luca Carboni | 3:50   |
| 05. | Le case d'inverno • Musica & Testo: Luca Carboni                                   | 3:35   |
| 06. | Persone silenziose • Musica & Testo: Luca Carboni                                  | 4:44   |
| 07. | I ragazzi che si amano • Musica & Testo: Luca Carboni                              | 4:51   |
| 08. | Quante verità • Musica & Testo: Luca Carboni                                       | 4:42   |
| 09. | Estranei • Musica & Testo: Luca Carboni                                            | 5:12   |

## Promozione
| Singolo e videoclip   | Data di uscita |
| Te che non so chi sei | 1990           |
| Primavera             | 1990           |

## Formazione
- Luca Carboni – voce, chitarra acustica, pianoforte
- Ignazio Orlando – chitarra acustica in "Primavera", programmazione
- Bruno Mariani – chitarra elettrica, cori, chitarra acustica, percussioni
- Cesare Chiodo – basso
- Lanfranco Fornari – batteria
- Massimo Pacciani – percussioni
- Aldo Fedele – tastiera
- Roberto Drovandi – basso in "Solo un disco che gira"
- Rodolfo Bianchi, Ambrogio Lo Giudice, Marina Vanni, Fulvio Mancini – cori

## Classifiche

### Classifiche settimanali
| Classifica (1990) | Posizione massima |
| ----------------- | ----------------- |
| Italia            | 2                 |